# ربودن مخالفان سیاسی توسط جمهوری اسلامی ایران
ربودن مخالفان سیاسی توسط جمهوری اسلامی ایران با استناد به وضعیت حقوق بشر در جمهوری اسلامی ایران از جانب ایرانیان و از جانب فعالان حقوق بشر، نویسندگان، و سازمان‌های مردم‌نهاد بین‌المللی، عمدتاً مورد انتقاد قرار گرفته‌است. جمهوری اسلامی ایران همواره به بهانه‌هایی چون تبلیغ علیه نظام، تشویش اذهان عمومی، توهین به مقدسات اسلام و مقامات جمهوری اسلامی، جاسوسی و همکاری با دول متخاصم علیه منافع جمهوری اسلامی ایران سعی در سرکوب مخالفان خود با استفاده از روش‌های مختلف داشته‌است.
یکی از این موارد که نقض حقوق بشر توسط جمهوری اسلامی ایران به‌شمار می‌آید؛ آدم‌ربایی، بازداشت و حذف فیزیکی افرادی هست که به دلایل گوناگون سیاسی، اجتماعی، عقیدتی، دینی با نظام جمهوری اسلامی ایران مخالف و خواستار سرنگونی آن هستند. آدم‌ربایی در حقوق کیفری، جابجایی غیرقانونی و بازداشت کردن یک فرد خلاف خواسته‌اش، تعریف شده‌است؛ و در تعریف پلیسی: انتقال یک شخص بدون رضایت او، از محلی به محل دیگر، با استفاده از زور، تهدید یا فریفتن را آدم‌ربایی می‌گویند.
در طول تاریخ جمهوری اسلامی ایران افرادی توسط عوامل حکومت مانند وزارت اطلاعات جمهوری اسلامی ایران، که در ادبیات جمهوری اسلامی، با لقب «سربازان گمنام امام زمان» شناخته می‌شوند ربوده شده‌اند که پس از دستگیری و بازجویی تحت شکنجه و اعتراف اجباری توسط دستگاه‌های قضایی حکومت بعضاً به اعدام محکوم شده‌اند یا از سرنوشت برخی از آنها اطلاعی در دست نیست. برخی از این مخالفان افرادی هستند که خارج از مرزهای ایران دستگیر و به داخل خاک ایران هدایت شدند:

## اقدامات موفق

### ربودن کودکان و نوجوانان در خیزش ۱۴۰۱
سازمان حقوق بشری هه‌نگاو اسامی ۱۸۶ کودک و نوجوان کُرد (۱۵۴ پسر و ۳۲ دختر) را که در جریان خیزش ۱۴۰۱ ایران به دست نیروهای امنیتی جمهوری اسلامی ربوده شده‌اند منتشر کرد که برخی از آنان به چند سال حبس و ۷۴ ضربه شلاق و نیز جریمه مالی محکوم شدند.

### موارد دیگر

#### فرود فولادوند
فرود فولادوند با نام اصلی فتح‌الله منوچهری، (زاده ۵ آذر ۱۳۲۰ – ناپدید از ۲۷ دی ۱۳۸۵/ ۱۷ ژانویه ۲۰۰۷) رهبر گروه تندر و انجمن پادشاهی ایران بود. او پیش از انقلاب ۱۳۵۷ ایران، بازیگر و کارگردان سینما بود. او بعدها شبکه‌های تلویزیونی ما تی‌وی و یور تی‌وی را در لندن راه‌اندازی کرد که در آن برنامه‌هایی در نقد اسلام و براندازی نظام جمهوری اسلامی منتشر می‌شد.
نزدیک به ۱۵ سال است که فرود فولادوند در ترکیه ناپدید شده‌است. عفو بین‌الملل بازداشت فرود فولادوند را تأیید کرد و از بازداشت او طی «عملیات فریب» وزارت اطلاعات جمهوری اسلامی ایران اطلاع داد. از سرنوشت فرود فولادوند اطلاعی در دسترس نیست.

#### آرش شعاع‌شرق
آرش شعاع شرق خبرنگار مستقلِ مخالف جمهوری اسلامی و از پنج نفر اعضاء تحریریه رسانهٔ آمدنیوز بوده که بهمن ماه ۱۳۹۶ حین اقامت و پناهندگی در کشور ترکیه، طی عملیاتی مشترک بین مأموران وزارت اطلاعات ایران و مأموران میت (mit) ترکیه در شهر وان ترکیه ربوده و پس از ۲۴ روز زندان انفرادی در سلولی فوق امنیتی در بازداشتگاه mit ترکیه از طریق بیابان‌ها مرزی ایران به کشور منتقل شد. زندان امنیتیِ اطلاعات ارومیه، اردبیل، رشت، زندان لاکان و بند ۲۰۹ اوین ازجمله زندان‌هایی است که شعاع‌شرق مدت محکومیتش را در آن سپری کرده‌است.
در پی ربوده شدن آرش شعاع‌شرق، روح‌الله زم مدیر رسانه آمدنیوز چندین مصاحبه پیرامون نحوه دستگیری، جلسات دادگاه و احکام صادره برای این روزنامه‌نگار که از مدیران آمدنیوز بوده، انجام داد. همچنین محمد نوری‌زاد از چهره‌های مطرح سیاسی و از دوستان نزدیک آرش شعاع‌شرق در گفتگویی هشت دقیقه‌ای با مسعود اخترانی تهرانی (یکی از خبرنگاران آمدنیوز) از استرداد غیرقانونی شعاع‌شرق به ایران خبر می‌دهد. نوری‌زاد در بخشی از این مصاحبه می‌گوید: از بهمن ۹۶ که آرش ناپدید شد، همه ما تصور می‌کردیم، رژیم مُلاها که همیشه دوست داشته سر به تن مخالفان سیاسی خود نباشد در ترکیه بلایی سر آرش شعاع‌شرق آورده یا او را کُشته است. این بی‌خبری حدود پنج ماه به درازا انجامید که دیروز دیدم با موبایلم تماس گرفته شد. تا آن طرف خط صدا را شنیدم، از خوشحالی فریاد زدم" آرش واقعاً خودت هستی؟" آرش شعاع‌شرق از زندان لاکان رشت با من تماس گرفت و از سلامت و زنده بودنش خبر داد. نوری‌زاد ضمن تشریح نحوه انتقال شعاع‌شرق به ایران می‌گوید: دادگاه بدوی برای آرش شعاع‌شرق به اتهام‌های افساد فی‌الارض از طریق ارتکاب جرایم گسترده علیه امنیت ملی کشور، توهین به خامنه‌ای، توهین به خمینی، تحریک مردم به جنگ و کشتار به قصد براندازی نظام جمهوری اسلامی و فعالیت تبلیغی علیه نظام حکم اعدام صادر می‌کند و این حکم در دادگاه بعدی به بیست سال و پنج ماه حبس تغییر پیدا می‌کند. 

#### روح‌الله زم
روح‌الله زم (زادهٔ ۵ مرداد ۱۳۵۷ – درگذشتهٔ ۲۲ آذر ۱۳۹۹) خبرنگار، فعال سیاسی و مؤسس سایت و کانال تلگرامی خبری-تحلیلی آمدنیوز بود. او یکی از مخالفان فعال نظام جمهوری اسلامی ایران بود و برای انتشار اسناد فساد حکومتی شناخته شده‌است.
زم پس از حوادث انتخابات ۱۳۸۸ از ایران خارج شد. ابتدا به مالزی و سپس به فرانسه رفت و در آنجا سایت و کانال تلگرامی آمدنیوز (صدای مردم) را راه‌اندازی کرد.
در ۲۲ مهر ۱۳۹۸ رسانه‌های داخل ایران خبر از دستگیری روح‌الله زم توسط سازمان اطلاعات سپاه دادند.
سپاه پاسداران در اطلاعیه‌ای که در این‌باره منتشر کرد بدون اشاره به زمان و مکان این بازداشت، گفت که زم را به داخل کشور هدایت و بازداشت کرده‌اند. پیش‌تر رئیس پلیس بین‌الملل نیروی انتظامی ایران اعلام کرده بود که ایران، از طریق اینترپل به دنبال استرداد تعدادی از متهمان پرونده‌های اقتصادی و مخالفان سیاسی، از جمله روح‌الله زم است.
زم در تیر ۱۳۹۹ در دادگاه عمومی به ریاست ابوالقاسم صلواتی، و همچنین دادگاه انقلاب به اتهام «محاربه» به اعدام محکوم شد و پس از تأیید حکم اعدام در دیوان عالی کشور در روز ۱۸ آذر، چهار روز بعد در ۲۲ آذر ۱۳۹۹ با طناب دار اعدام شد. این اعدام در حالی صورت گرفت که خود روح‌الله زم تا آخرین لحظات از تأیید حکم اعدام و حتی اجرای آن خبری نداشته‌است و خانواده وی نیز پس از اعدام مطلع می‌شوند.

#### جمشید شارمهد
جمشید شارمهد (زاده ۳ فروردین ۱۳۳۴ - درگذشته ۷ آبان ۱۴۰۳) فعال سیاسی ایرانی - آلمانی و از اعضای انجمن پادشاهی ایران است که مدیریت رادیو تندر را پس از ناپدیدشدن فرود فولادوند برعهده داشت.
وزارت اطلاعات جمهوری اسلامی در اطلاعیه ای اعلام کرد جمشید شارمهد را طی «عملیاتی پیچیده» در تاریخ ۱۱ مرداد ۱۳۹۹ دستگیر کرده‌است. در این اطلاعیه اشاره نشده که این عملیات پیچیده در کجا صورت گرفته‌است. بعد از صدور اطلاعیه، گمانه‌زنی‌هایی دربارهٔ احتمال ربودن او در خارج از کشور مطرح شد.
شامگاه شنبه ۱۱ مرداد ۱۳۹۹، محمود علوی، وزیر اطلاعات جمهوری اسلامی، در یک برنامه تلویزیونی ادعا کرد جمشید شارمهد «در داخل ایران» توسط نیروهای اطلاعات دستگیر شده‌است. علوی بدون اشاره به جزئیات و زمان بازداشت این فرد، مدعی شد که سرویس‌های امنیتی آمریکا و اسرائیل «پوشش حمایتی» از او داشتند. او همچنین به نقل جمشید شارمهد گفت که این فرد «جای خود را در طبقه ششم اف‌بی‌آی می‌دانست» ولی بازداشت شد.
۱۲ مرداد ۱۳۹۹، روزنامه جوان وابسته به سپاه پاسداران، در گزارشی نوشت که جمشید شارمهد روز ۱۰ مرداد ۱۳۹۹ در تاجیکستان بازداشت شده‌است. گزارش روزنامه سپاه می‌تواند نشانه ربودن جمشید شارمهد توسط نیروهای امنیتی یا همکاری دولت تاجیکستان در تحویل دادن او به نیروهای وزارت اطلاعات ایران باشد.
در ۱۳ مرداد ۱۳۹۹، رمضان رحیم‌زاده، وزیر کشور تاجیکستان، گزارش‌ها دربارهٔ بازداشت جمشید شارمهد، در شهر دوشنبه را تکذیب کرد. او در یک نشست خبری تأکید کرد که «تاجیکستان جمشید شارمهد را بازداشت و به ایران مسترد نکرده‌است».
ایران و تاجیکستان قرارداد استرداد «مجرمان» دو کشور را امضاء کرده‌اند اما مقام‌های تاجیک می‌گویند در شش ماه اول سال ۲۰۲۰ استردادی میان دو کشور انجام نشده‌است.

#### حبیب اسیود
حبیب اُسَیوَد یا حبیب فرج‌الله چعب (زاده ۱۹۷۳ شوشتر)، کنشگر سیاسی ایرانی - سوئدی و بنیانگذار و رهبر پیشین «جنبش نضال» (جنبش مبارزه عربی برای آزادی اهواز) است. او یک سال و نیم رهبر این گروه بود. حبیب کعبی در ۹ اکتبر ۲۰۲۰ در فرودگاه جدید استانبول ربوده شد.
در ۹ آبان ۱۳۹۹ شبکه العربیه به عنوان نخستین رسانه گفت جنبش مبارزه عربی برای آزادی اهواز اعلام کرده که جمهوری اسلامی حبیب فرج‌الله چعب معروف به حبیب أسیود رهبر پیشین این گروه را در ترکیه ربوده و جمهوری اسلامی را متهم کرد که با همکاری یک کشور ثالث، حبیب اسیود را به ترکیه کشانده و از آنجا ربوده‌است. شبکه العربیه نوشت: برخی از منابع، این کشور ثالث را قطر معرفی کرده‌اند و برخی نیز گفته‌اند که دولت ترکیه، اسیود را در برابر دو رهبر حزب کارگران کردستان (پ‌ک‌ک) به تهران تحویل داده‌است اما هیچ منبع مستقلی این اطلاعات را تاکنون تأیید نکرده‌است.
در ۱۱ آبان ۱۳۹۹ مجتبی ذوالنوری رئیس کمیسیون امنیت ملی مجلس گفت نیروهای امنیتی و اطلاعاتی در حال بازجویی از حبیب اسیود، رهبر پیشین حرکت النضال هستند و گفت که او توسط شاخه‌های امنیتی و اطلاعاتی ایران در خارج از کشور بازداشت و به ایران منتقل شده‌است.
در ۲۲ آبان ۱۳۹۹ وزارت اطلاعات جمهوری اسلامی، اطلاعیه‌ای با خبر دستگیری او منتشر کرد اما در اطلاعیه خود توضیح نداد که حبیب اسیود چگونه و در چه کشوری دستگیر شده‌است.

#### حسین رونقی
در ۴ اسفند ۱۴۰۰ حسین رونقی کنشگر سیاسی و حقوق بشر ناپدید شد.

#### علی‌اصغر کاظمی (شایان کاویانی)
1. علی‌اصغر کاظمی («شایان کاویانی») که مانند فرود فولادوند (ربوده‌شده در ۲۰۰۷ میلادی)، مجری و منتقد اسلام و حکومت جمهوری اسلامی بود و (در ۲۵ سپتامبر ۲۰۱۱) به دست برخی نیروهای امنیتی جمهوری اسلامی و در ترکیه ربوده و ناپدید شد.[۴۳][۴۴]

#### صبری حسن‌پور
شهروند ایرانی ساکن هلند که برای ملاقات با خانواده‌اش به ایران سفر کرده بود سر از زندان‌های ایران درآورد. 

## اقدامات ناموفق

### مسیح علی‌نژاد
مسیح علی‌نژاد (معصومه علی‌نژاد قمی)؛ (زاده ۲۰ شهریور ۱۳۵۵) خبرنگار، روزنامه‌نگار، نویسنده، مجری تلویزیونی و فعال حقوق زنان اهل ایران است. او بنیان‌گذار و طراح جنبش‌های آزادی یواشکی و چهارشنبه‌های سفید با هدف آزادی پوشش و رفع حجاب اجباری در ایران است.
وزارت دادگستری آمریکا چهارشنبه ۲۳ تیر ۱۴۰۰، طی بیانیه‌ای اعلام کرد که عملیاتی توسط دستگاه اطلاعاتی جمهوری اسلامی ایران برای ربایش مسیح علی‌نژاد در خاک آمریکا در جریان بوده که خنثی شده‌است. در این بیانیه اعلام شد که چهار نفر از متهمان فراری بوده و یکی از آنها به اسم نیلوفر بهادری‌پور دستگیر شده‌است.
خبرگزاری‌ها این اتفاق را پوشش گسترده دادند و اعلام کردند که قرار بوده‌است علی‌نژاد پس از ربوده شدن به ونزوئلا منتقل شده و از آنجا با هواپیما به ایران برده شود.
متهمان فراری این پرونده علیرضا شوارقی فراهانی، ۵۰ ساله، محمود خاضعین، ۴۲ ساله، کیا صادقی ۳۵ ساله و امید نوری ۴۵ سال همگی شهروند ایران هستند که بنا به گفتهٔ دادگستری آمریکا هنوز در خاک این کشور و تحت تعقیب می‌باشند. اتهامات این افراد تلاش برای ربودن مسیح علی‌نژاد و همچنین تلاش برای نقض تحریم‌های آمریکا و توطئه برای کلاهبرداری بانکی و پولشویی اعلام شده‌است.
همچنین اعلام شد که قرار بوده‌است سه نفر دیگر از فعالان ایرانی از کانادا و یک نفر از فعالان ایرانی از بریتانیا ربوده و به ایران منتقل شوند. نیروهای اطلاعاتی ایران قبلاً تلاش کرده بودند مسیح علی‌نژاد را به ترکیه بکشانند و او را از آنجا بربایند که این عملیات ناموفق مانده بود.
مسیح علی‌نژاد در حساب توئیتری شخصی‌اش با تأیید این خبر از اف‌بی‌آی برای خنثی کردن این عملیات تشکر کرد.